# Daddy (canción de PSY)
«Daddy» es una canción del género K-Pop lanzada por el músico surcoreano PSY. La canción fue lanzada el 30 de noviembre de 2015 en su canal de YouTube, como el primer sencillo de su séptimo álbum de estudio Chiljip PSY-Da.

## Posicionamiento en listas
| Lista (2015)                                | Mejor posición |
| ------------------------------------------- | -------------- |
| Australia (ARIA)                            | 103            |
| Bélgica (Flandes) (Ultratip Bubbling Under) | 68             |
| Canadá (Canadian Hot 100)                   | 36             |
| Finlandia (OFC)                             | 20             |
| Corea del Sur (Gaon)                        | 1              |
| Estados Unidos (Billboard Hot 100)          | 97             |
| Estados Unidos (Dance/Electronic Songs)     | 6              |